# 尾瀬国立公園
尾瀬国立公園（おぜこくりつこうえん）は、福島県、栃木県、群馬県、新潟県の4県にまたがる国立公園である。2007年8月30日に日光国立公園から尾瀬地域25,203 ha（現・尾瀬国立公園の67.75%にあたる）を分割し、会津駒ヶ岳、田代山、帝釈山など周辺地域を編入する形で指定された。釧路湿原国立公園以来20年ぶりに新設された29番目の国立公園である。総面積は37,222 haである。

## 山
燧ヶ岳
至仏山

## 沿革
- 1934年（昭和9年）12月4日 - 日光国立公園の一部として尾瀬地域が指定される。
- 2007年（平成19年）
  - 7月 - 中央環境審議会より尾瀬国立公園指定の答申が出される。
  - 8月30日 - 正式に国立公園として新設。

## 県別面積内訳
- 群馬県 - 17,657 ha（47.47%）
- 福島県 - 17,240 ha（46.34%）
- 新潟県 - 1,156 ha（3.11%）
- 栃木県 - 1,147 ha（3.08%）

## 関係市町村
2市1町2村
- 群馬県利根郡片品村
- 福島県南会津郡南会津町、檜枝岐村
- 新潟県魚沼市
- 栃木県日光市

## 景勝地
- 会津駒ヶ岳
- 田代山湿原
- 帝釈山
- 三条の滝
- 至仏山
- 燧ヶ岳
- 大江湿原
- アヤメ平

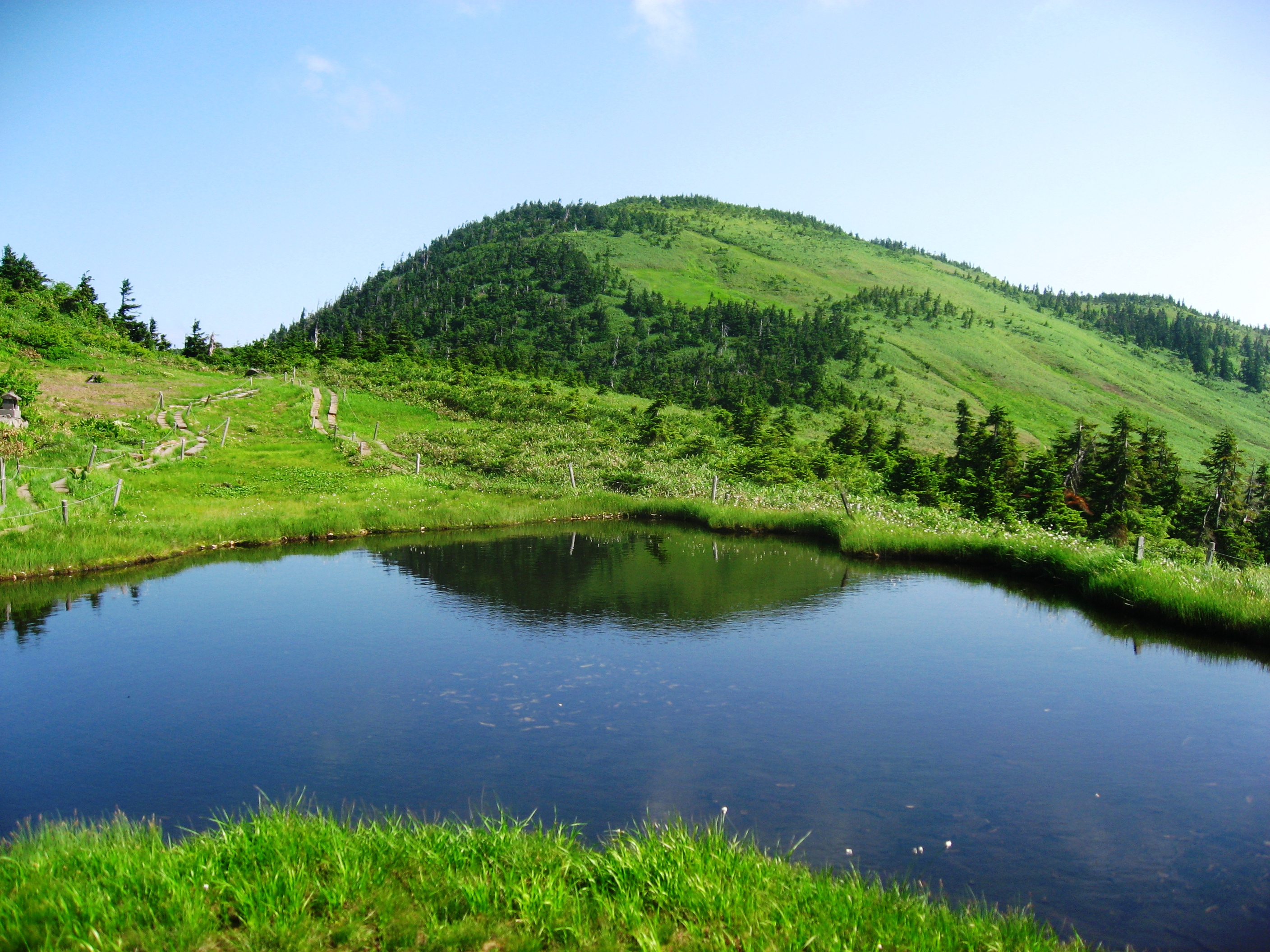
会津駒ヶ岳と駒ノ大池
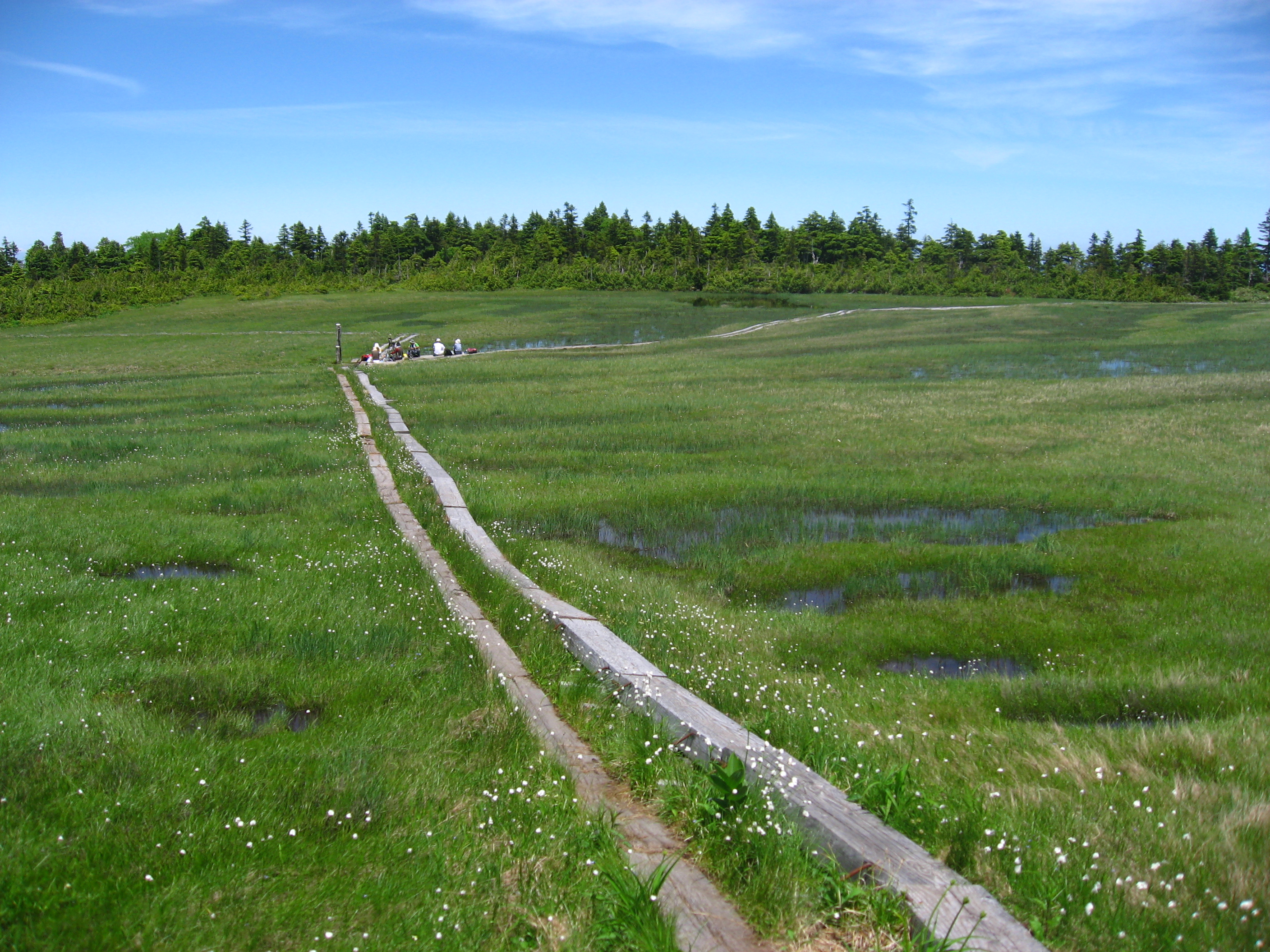
田代山湿原
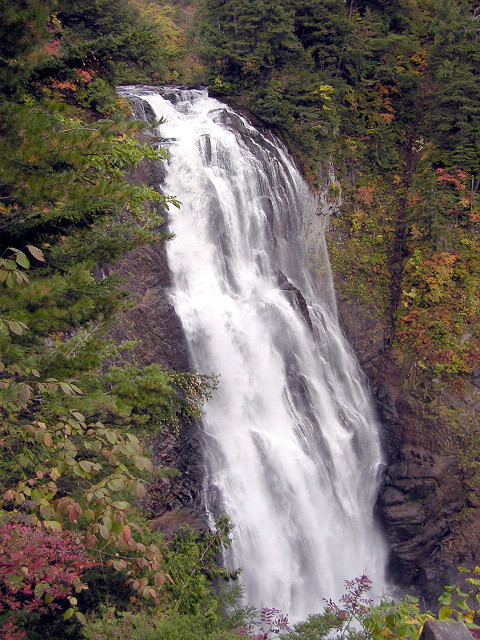
三条の滝
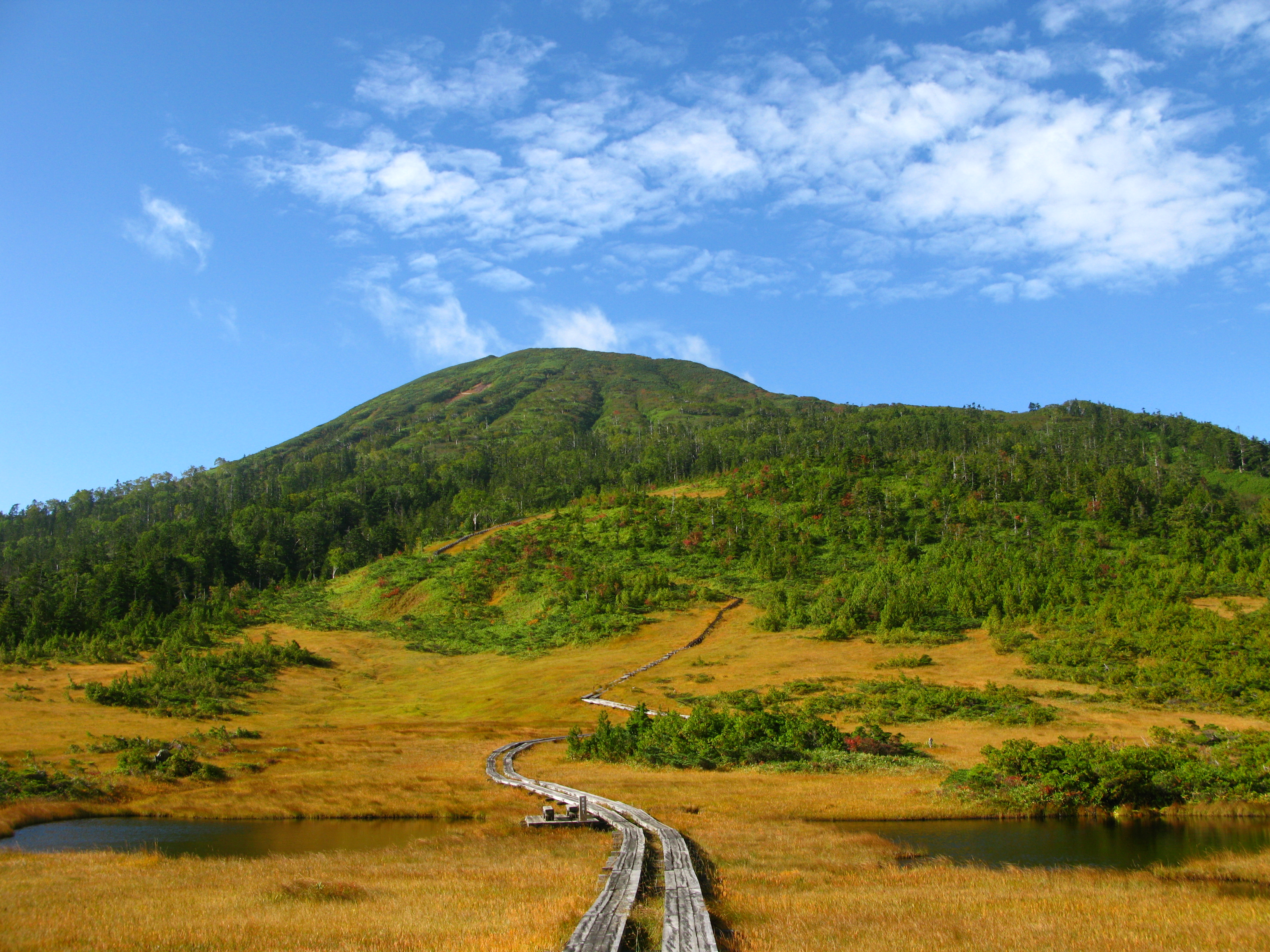
秋の尾瀬ヶ原と燧ヶ岳
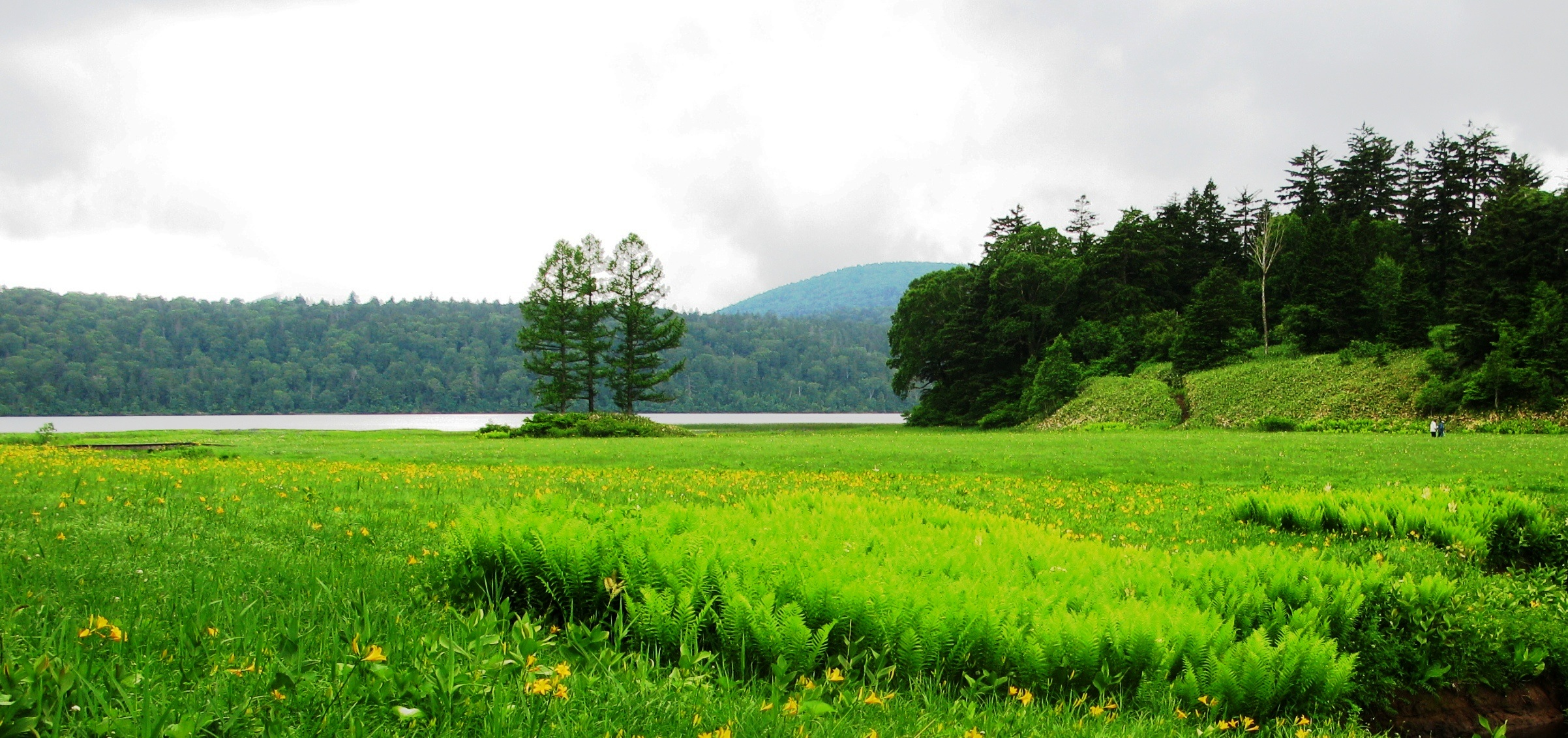
大江湿原

## ビジターセンター
利用者数は2008年（平成20年）。
| センター名                 | 設置者 | 所在地                            | 利用者数（人） |
| -------------------------- | ------ | --------------------------------- | -------------- |
| 尾瀬沼ビジターセンター     | 環境省 | 福島県南会津郡檜枝岐村尾瀬沼畔    | 62,486         |
| 尾瀬山の鼻ビジターセンター | 群馬県 | 群馬県利根郡片品村戸倉中原山898-9 | 136,560        |

## その他
本園内にある、群馬県と福島県の県境は自家用車をはじめとする車両の通行が一切できない(国道401号、群馬県道・福島県道1号沼田檜枝岐線を参照)。当園は2021年（令和3年）9月1日発売の260円普通切手に描かれている。